# 쿠퍼산악다람쥐
쿠퍼산악다람쥐(Paraxerus cooperi)는 다람쥐과에 속하는 설치류의 일종이다. 카메룬과 나이지리아에서 발견된다. 자연 서식지는 아열대 또는 열대 기후 지역의 습윤 산지림이다.